# Фредеруна
Фредеруна (на френски: Frédérune, Fréderonne, Frérone, на немски: Frederuna; * 887, † 10 февруари 917, Лотарингия) от саксонския род Имединги, е кралица на Западнофранкското кралство от 907 до 917 г., първата съпруга на крал Шарл III.

## Биография
Фредеруна е дъщеря на Дитрих (Теодерих) († сл. 929), граф на Ингелхайм във Вестфалия, и на Регинлинда от Дания († 11 май сл. 929). Тя е сестра на Света Матилда (* 896, † 14 март 968), която се омъжва се през 909 г. за по-късния източнофранкски крал Хайнрих I Птицелов.
На 16 април 907 г. Фредеруна се омъжва на 20 години в Лаон за западнофранкския крал Шарл III от род Каролинги. С него тя има шест дъщери и не ражда престолонаследник. По това време викингите нападат кралството. През 911 г. Шарл III сключва мир с Роло, дава му графство Руен (днешна Нормандия) и жени дъщеря си Гизела за него.
Фредеруна умира на 10 февруари 917 г. и е погребана в базиликата Св. Реми в Реймс. След две години Шарл III се жени през 917 г. за английската принцеса Огива Уеска, дъщеря на английския крал Едуард Старши.

## Деца
- Ерментруда (* 908/909, † 26 март сл. 949), омъжена за Готфрид I († 949), лотарингски пфалцграф (Матфриди)
- Гизела (908 – ?), омъжена вер. от 912 г. за Роло († 931 или 932), първият херцог на Нормандия (Нормандска династия)
- Фредеруна (ок. 910 – ?)
- Ротруда (910 – ?)
- Аделаида (911 – ?), омъжва се между 920 и 924 г. за Раул I, граф на Гуи
- Хилдегарда (914 – ?)